# 呼延贊

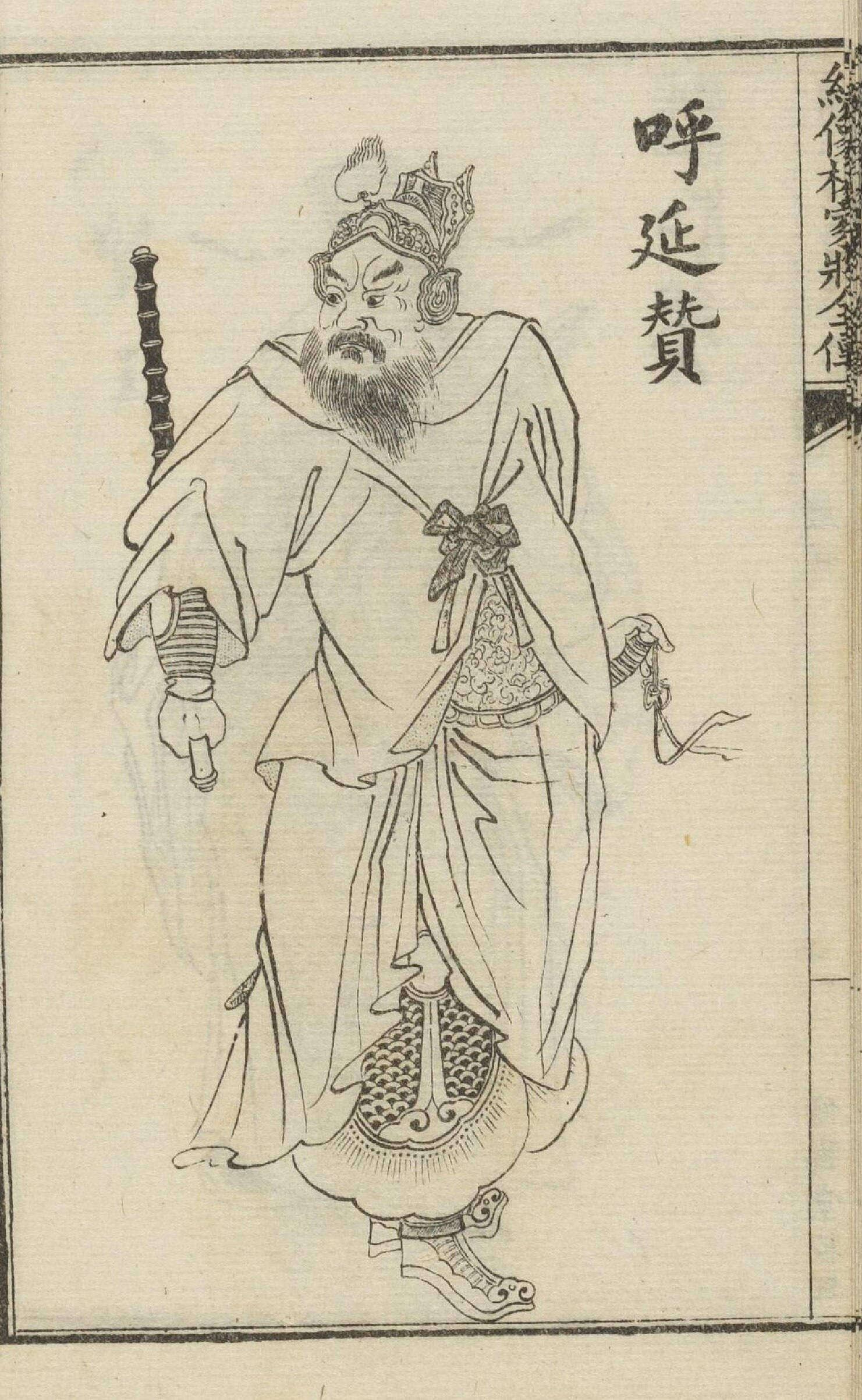
呼延贊

呼延贊（10世纪—1000年），并州太原（今屬山西）人。北宋著名軍事將領。

## 家世
呼延贊祖先是漢化的匈奴人，生於軍人世家，父親呼延琮是後周淄州馬步都指揮使。

## 生涯

### 軍人出身
呼延贊年輕的時候地位低微，只是軍隊中的驍騎卒，宋太祖獨具慧眼，認為呼延贊具備勇將之材，於是把他陞為驍雄軍使。呼延贊跟從王全斌討伐西川時，擔任前鋒，數度受傷，因功補任副指揮使。至宋太宗時，呼延贊又被擢升為鐵騎軍指揮使。他隨著大軍遠征太原，身先士卒登上敵城，並四次從城上墜下仍負傷繼續登城，於是朝廷當面賞賜金帛，以獎勵呼延贊的奮不顧身。太平興國七年，呼延贊又從崔翰戍守定州，崔翰非常欣賞他的勇武，於是擢升他為馬軍副都軍頭，再遷為內員寮直都虞候。

### 驍勇善戰
雍熙四年，呼延贊加職任馬步軍副都軍頭。他經常在行軍之際向主將獻上自製的陣圖、兵要與及設置營寨砦柵的策略，而且一直表示希望自己能夠到邊疆赴任。於是宋太宗重新召見呼延贊，並命令他在聖駕面前演示武藝。呼延贊全副武裝，揮演鐵鞭及棗木槊，在演武廳內左右盤旋，又帶領四個兒子呼延必興、呼延必改、呼延必求、呼延必顯一起舞劍盤槊，威風莫當。宋太宗見而大喜，便賜予白金數百兩，又御賜衣帶予呼延贊的四個兒子。

### 弱於治州
端拱二年，呼延贊出領富州刺史，成為外州官員。淳化三年，又任保州刺史、冀州副都部署。可惜到了屯軍之地時，呼延贊顯示出缺乏統率之才的缺點，於是改遷為遼州刺史。但呼延贊也沒有管治人民的才能，於是再次擔任都軍頭一類軍職，並領扶州刺史，加康州團練使。

### 赤心報國
咸平二年，呼延贊跟從宋真宗巡幸大名，擔任行宮內外都巡檢一職。宋真宗想要增補軍中將校，那時候眾人都爭相敘功，喧嘩不已，只有呼延贊說：「臣每月領薪百千，但我所花費的還沒有一半，所以我已經為自己薪酬之多而感到慶幸了。我自問沒有做過甚麼報國的事情，不敢再求職任上的陞遷了，我恐怕福氣過多，反而會為命運帶來災禍。」再拜而退，所有人都稱讚呼延贊安分守己。翌年，朝廷命呼延贊掌管元德皇太后園陵的儀衛，可是任務完結之後，呼延贊也去世了。他死後，由兒子呼延必顯繼任軍副都軍頭。

## 行為形象
呼延贊為人膽勇過人，有鷙鳥的凶悍同時有輕率的毛病，他常宣示自己衷心為國，甘願戰鬥到底，死於敵人手上也在所不惜。他全身都紋上了「赤心殺賊」四字，甚至在妻妾奴僕身上也做了同樣工夫。他又在每個兒子耳背刺上「出門忘家為國，臨陣忘死為主」的字樣。而且他的性格怪誕，行為不近情理，在盛冬時用冷水為孩子沐浴，希望他們長大後身體變得耐寒強健。
據說呼延贊平日製作破陣刀、降魔杵等器械，又以鐵片折疊為巾狀，兩旁有刃，皆重十數斤，作為自己的飾物；戴上紅色的頭帕，騎乘黑色的騅馬，服飾極其怪異。宋帝並不喜歡呼延贊的裝扮，甚至曾經一度想要為此而殺掉他，但最後也沒有這樣做。

## 家庭
- 父亲：呼延琮
  - 呼延赞
    - 子：呼延必興
    - 子：呼延必改
    - 子：呼延必求
    - 子：呼延必顯，小说作呼延丕顯，官至軍副都軍頭

## 小说评书
描写呼延贊之后代呼延庆（呼延丕顯的孙子）和呼延灼故事的小说和评书有《说呼全传》（又名《呼家后代全传》、《呼家将》）、《水浒传》等。

## 延伸阅读
[在维基数据编辑]
 《宋史·卷279》，出自脱脱《宋史》